# Jimena de la Frontera
Jimena de la Frontera és una ciutat de la província de Cadis, (Andalusia), en Espanya. Limita al nord amb Cortes de la Frontera i Gaucín (província de Màlaga), al sud amb Castellar de la Frontera i San Roque, a l'est amb Gaucín i Casares i a l'oest amb Alcalá de los Gazules.